# NGC 6343
NGC 6343 (również PGC 60010) – galaktyka eliptyczna (E), znajdująca się w gwiazdozbiorze Herkulesa. Odkrył ją Lewis A. Swift 21 kwietnia 1887 roku.
W galaktyce tej zaobserwowano supernową SN 2013bs.